# Slovenci
Slovenci [slovénci] so južnoslovanski narod, ki danes večinoma živi v Sloveniji (1,63 milijona), v tržaški, goriški in videmski pokrajini v severovzhodni Italiji (100.000), na avstrijskem Koroškem in na Štajerskem v južni Avstriji (25.000), na Hrvaškem (13.000) in Madžarskem (3.000).
Slovenija ima po podatkih Statističnega urada Republike Slovenije (RS) 2.095.861 (26. maj 2020) prebivalcev, od tega 45.226 tujcev (31.3.2004). 30.812 slovenskih državljanov prebiva v tujini. Državljanov RS, ki imajo v RS stalno ali začasno prebivališče, vendar so že več kot leto odsotni zaradi prebivanja v tuji državi (zdomci), je 17.635 (vir: popis prebivalstva RS 2002). V drugih nekdanjih jugoslovanskih republikah je rojenih 181.400 slovenskih državljanov; v Nemčiji 12.400, v Avstriji 5.700.
Manjšine: v Avstriji se je na Koroškem za Slovence (po narodnosti) opredelilo 13.109 avstrijskih državljanov (vir: Volkszählung in Österreich, 2001), slovenska manjšina v Italiji šteje po oceni okoli 50.000 pripadnikov.
Slovenci sodijo v najbolj severozahodno skupino Južnih Slovanov, govorijo slovenščino.
Veliko Slovencev in njihovih potomcev živi med drugod po Evropi, v ZDA, Kanadi, Argentini, Avstraliji in celo na Japonskem, v Južnoafriški republiki ali na Madagaskarju. V Nemčiji živi 19.400 slovenskih državljanov, največ (7.787) v zvezni deželi Baden-Württemberg (vir: Statistisches Landesamt Baden-Württemberg, 2002).

## Zgodovina

### Prazgodovina
Najstarejši dokaz človeškega bivanja na slovenskem ozemlju sta dve kamniti orodji iz Jame v Lozi pri Orehku, stari okoli 250.000 let. Iz časa neandertalcev izvira piščalka iz Divjih bab, ki je bila najdena v bližini vasi Šebrelje na Idrijsko-Cerkljanskem.
V mlajši kameni dobi in bakreni dobi so se prebivalci ukvarjali z živinorejo in poljedelstvom, na prehodu iz bronaste v železno dobo pa je obstajala kultura žarnih grobišč. Dobro poznani so tudi koliščarji, ki so živeli na območju Ljubljanskega barja; ti so gradili posebne hiše, ki so postavljene  na zabitih kolih v plitvem jezeru. Ob tem času prebivalci niso etnično določljivi.

### Kelti in Rimljani
Po ustanovitvi Akvileje (181 pr. n. št.) Rimljani prodrejo na slovenska tla. Rimljani podjarmijo Histre, Tavriske in Karne. V letih 35-33 pr. n. št. mejo premaknejo vse do Donave in okrog 10 pr. n. št.priključijo še zavezniško Noriško kraljestvo. Zahodna Slovenija z Istro postane vključena v 10. regijo Italije, vzhodni del in Dolenjska sta vključena v provinco Panonijo, alpski prostor in Posavinje pa sta sredi 1. stol. vključena v provinco Norik.
Nastajala so mesta (Emona, Celeia, Poetoviona), ki so jih tedaj naseljevali Rimljani in poromanjeni staroselci. Zgradijo tudi cestni sistem z glavno osjo Akvileja-Emona-Celeia-Poetoviona-Carnuntum (Petronell ob Donavi). Prve krščanske cerkve so začele nastajati proti koncu 3. stoletja; v 4., 5. in 6. stoletju pa se oblikujejo škofije.
V 3. stoletju je na kraškem robu nastal utrdbeni sistem Claustra Alpium Iuliarum z namenom, da varuje mejo Italije. V 5. in 6. stoletju je začela rimska oblast na ozemlju Slovenije slabeti zaradi vdorov germanskih plemen, kar je povzročilo selitev domačega prebivalstva iz mest v višine. Sredi 5. stoletja so v Italijo vdrli Huni, ob koncu 5. stoletja pa so Vzhodni Goti (Ostrogoti) zasedli Italijo. Do leta 536 so bili v njihovo Italsko kraljestvo vključeni tudi Norik, Dalmacija in Panonija.

### Alpski Slovani v zgodnjem srednjem veku
Naselitev Slovanov na današnjem slovenskem etničnem prostoru je potekala v dveh naselitvenih valovih. Prvi val, ki je prišel s severa, je datiran okoli leta 550. Ti Slovani so pripadali zahodnoslovanski jezikovni skupini, prihajali pa so verjetno s področja Moravske.
 Pomembnejši naselitveni val, ki je prišel z jugovzhoda, je datiran po letu 568, ko so se umaknili z današnjega slovenskega ozemlja v Italijo Langobardi. V izpraznjeni prostor, ki so ga deloma še naseljevali ostanki romaniziranih staroselcev, so se začeli naseljevati Slovani, ki so na to območje prodrli s pomočjo Avarov.
Ob slabitvi avarske oblasti nad Slovani v vzhodnih Alpah in Panoniji se je na prostoru južne Koroške v začetku 7. stoletja razvila relativno samostojna krajina Slovanov (marca Vinedorum) s svojim knezom.
Med letoma 623 in 658 so bili Alpski Slovani združeni pod kraljem Samom v t. i. Samovo plemensko zvezo, ki je po Samovi smrti propadla, neodvisnost pa je ohranila plemenska kneževina na območju današnje avstrijske Koroške, imenovana Karantanija.
Prisotnost slovanskih prednikov Slovencev je dokumentirana leta 670 tudi v okolici Čedada – njihovi spopadi z Langobardi ob reki Nadiži so omenjeni v Zgodovini Langobardov (Historia Langobardorum) zgodovinarja Pavla Diakona.

Pavel Diakon potrjuje prisotnost slovanskih plemen že v prvi polovici 8. stoletja tudi v Karnioli, ki jo Pavel Diakon opisuje kot domovino Slovanov (Carniola, patria Sclavorum).
Ratchis denique aput Foroiuli dux, ut dixeramus, effectus, in Carniolam Sclavorum patriam cum suis ingressus, magnam multitudinem Sclavorum interficiens, eorum omnia devastavit.— Paulus Diaconus, Historia Langobardorum, Liber VI

### Alpski Slovani v Frankovskem in Svetem rimskem cesarstvu
Zaradi vse hujšega pritiska Avarov z vzhoda je Karantanija leta 745 sprejela zvezo z Bavarci in pozneje priznala tudi Franke za svoje vladarje. V 8. stoletju je počasi prevzela krščansko vero. Zadnja kneževina v tem obdobju je bila Kocljeva kneževina v Panoniji, ki je zgubila svojo samostojnost leta 874.
Po porazu Madžarov pri Augsburgu leta 955 je cesar Svetega rimskega cesarstva, Oton II. od Bavarske ločil Karantanijo in ostale mejne krajine (marke): na tem območju so bile okoli leta 1000 ustanovljene Koroška vojvodina in z njo povezane mejne krajine: Karantanska marka, Podravska marka in Savinjska marka (iz katerih se je kasneje oblikovala Štajerska), Kranjska marka (iz katere se je kasneje oblikovala Kranjska), Istrska marka in Veronska marka.

## Razvoj slovenskega naroda
Prvi zapisi v predhodnici slovenščine so Brižinski spomeniki (972), ki so tudi najstarejši ohranjeni latinični zapis v kateremkoli slovanskem jeziku. Brižinski spomeniki so najverjetneje nastali nekje v dolini reke Möll (slovensko Bela ali Mela), na današnjem avstrijskem Koroškem.
Izraz Slovenec se je verjetno pojavil po letu 1000, vendar je enoznačen pomen dobil šele v 19. stoletju, ko je slovenščina prevzela iz češčine besedo Slovan za označevanje vseh Slovanov. Do tedaj je namreč izraz Slovenec lahko označeval Slovence ali Slovane ali Slovake.
Slovenci so se kot jezikovna skupnost začeli uveljavljati v obdobju reformacije, kot moderni narod pa po prevladujočem prepričanju šele v 19. stoletju, zlasti po letu 1848.

## Folklorne in tradicionalne prireditve
- Kurentovanje
- Škofjeloški pasijon
- Kraška ohcet

## Slovenci zunaj Slovenije
Slovenci zunaj Slovenije so pripadniki slovenskega naroda, ki prebivajo zunaj meja Republike Slovenije: zamejski Slovenci (ali tudi “Slovenci v sosednjih državah”) in Slovenci po svetu. Slovenci v sosednjih državah so Slovenci, ki prebivajo na območjih zgodovinskega poselitvenega prostora slovenskega naroda, ki se nahajajo izven meja Republike Slovenije. Slovenci po svetu so pa tisti, ki so zapustili zgodovinski poselitveni prostor — in njihovi potomci —, in ki še ohranjajo ali čutijo slovensko narodno, etnično, jezikovno ali kulturno identiteto, oziroma zavest. Za zaščito interesov in pravice ter za podporo kulturnih dejavnosti Slovencev zunaj Slovenije obstaja, znotraj državne ureditve Republike Slovenije, specifična vladna služba: Urad Vlade Republike Slovenije za Slovence v zamejstvu in po svetu.
- Slovenci v Italiji
- Koroški Slovenci v Avstriji
- Štajerski Slovenci v Avstriji
- Slovenci na Madžarskem
- Slovenci na Hrvaškem
- Slovenski izseljenci
- Ameriški Slovenci
- Argentinski Slovenci
- Avstralski Slovenci
- Kanadski Slovenci